# Індустріалізація УРСР 1920—1930-х років
Індустріалізація УРСР 1920-1930-х рр. — форсований процес будівництва промислових підприємств важкої і легкої промисловості на території Української СРР з кінця 1920-х років до 1941 р.
Індустріалізація Української СРР кардинально змінила соціально-економічні процеси, а також, у великій мірі, менталітет українського народу в ХХ столітті.

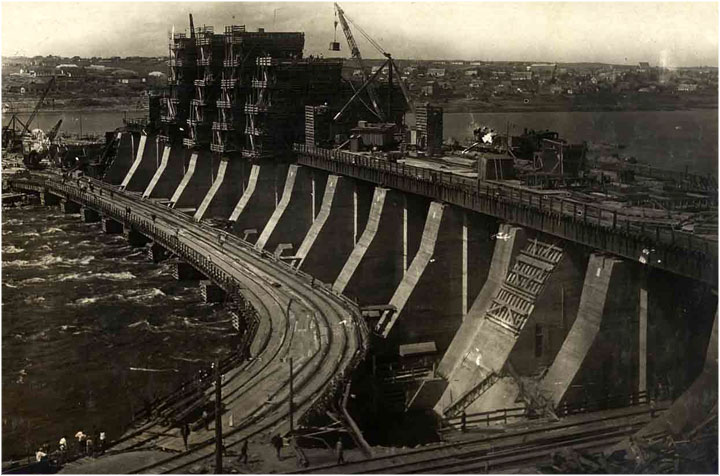
Будівництво ДніпроГЕСу, 1930 рік

## Причини індустріалізації в Українській СРР
- Відхід від Нової економічної політики
- Загальна індустріалізація СРСР
- Курс на «прискорене соціалістичне будівництво»
- Сталінський курс «великого перелому»

Політика «соціалістичної індустріалізації» Української СРР відповідала загальносоюзному курсу.

«Ми відстали від передових країн на 50-100 років. Ми повинні пробігти цю відстань за десять років. Або ми зробимо це, або нас зімнуть».
Йосип Сталін у доповіді 1931 р.
Курс на індустріалізацію узято на XIV з'їзді ВКП(б) (1925), який затвердив директиви першого п'ятирічного плану розвитку народного господарства на 1928/29 — 1932/33 роки. XI з'їзд більшовиків України пройшов під знаком повної підтримки сталінського курсу на форсовану індустріалізацію. З'їзд затвердив п'ятирічний план для Української СРР.
Українська СРР визначалася як основний плацдарм проведення індустріалізації в СРСР, оскільки саме в ній знаходилися основні вугільні родовища і підприємства металургії.
У 1 п'ятирічці, 300 з 1500 промислових підприємств передбачалося спорудити саме в Українській СРР.
Ставилася основна мета — забезпечити перевершуючий і першочерговий розвиток галузей групи А (паливна, енергетична, хімічна, машинобудівна і т. ін.).

## Хід і методи індустріалізації УСРР
Індустріалізація Української СРР, як і всього Радянського Союзу, проходила за рахунок крайнього перенапруження трудових і промислових ресурсів. Матеріальні стимули часто замінювалися моральними, політико-ідеологічними.
Індустріалізація супроводжувалася активним інформаційним забезпеченням. Одним із аспектів такої політики стало «соціалістичне змагання» у всіх галузях народного господарства.
Методи індустріалізації:
- підвищення продуктивності праці;
- вдосконалення розподілу праці (вугільна промисловість, машинобудування)
- поліпшення організації робочих місць (легка промисловість, машинобудування);
- інтенсифікація роботи машин і агрегатів (машинобудування, залізничний транспорт, текстильна промисловість);
- інтенсифікація технологічних процесів (чорна металургія) і т. ін.

Протиріччя індустріалізації:
- поступове збільшення норм вироблення на 35-45 %;
- нещадна експлуатація трудових ресурсів;
- експлуатація і Голодомор;
- участь у «сталінській індустріалізації» тисяч репресованих «ворогів народу».

Також разом з будівництвом нових промислових підприємств була істотно реформована система освіти: збільшена технічна письменність кадрів, розширена номенклатура професій.

## Нові промислові підприємства
З кінця 1920-х років до 1941 р. в Українській СРР побудовано сотні нових промислових підприємств. Головні підприємства отримували комплектуючі і обслуговували всю територію СРСР.
Головні новобудови:
- Дніпрогес;
- Запоріжсталь;
- Криворіжсталь;
- Азовсталь;
- Харківський тракторний завод.
- Новокраматорський машинобудівний завод та ін.

## Реконструйовані підприємства
В ході «сталінської індустріалізації» в Українській СРР капітально реконструйовані вже існуючі підприємства, засновані в кінці XIX — на початку XX століть.
Головні реконструйовані підприємства:
- Маріупольський металургійний комбінат імені Ілліча;
- Дніпровський металургійний комбінат імені Ф. Е. Дзержинського;
- Дніпропетровський металургійний завод імені Петровського;
- Нижньодніпровський трубопрокатний завод ім. Карла Лібкнехта тощо.

## Культові фігури «трудового героїзму» в Українській СРР
Велику популярність придбали в 1930-і роки окремі приклади «трудового героїзму».
- Олексій Стаханов — у вугільній промисловості;

У ніч з 30 на 31 серпня 1935 р. вибійник шахти «Центральна-Ірміно» Олексій Стаханов за допомогою двох помічників-кріпильників добув 102 тонни вугілля при нормі 7 тонн на 1 вибійника, в 14,5 рази перекривши норму видобутку. Прикладу Стаханова стали слідувати інші виробничники. Подвиг Стаханова поклав початок поняттям «стахановці» та «стахановський рух» на всій території СРСР.
- Парасковія Ангеліна — в тракторній промисловості;
- Макар Мазай — в металургії.

## Результати індустріалізації УСРР 1920-1930-х років
У кінці першої п'ятирічки в Українській РСР підприємства союзного підпорядкування виробляли 69,8 % продукції, республіканського — 20,3 %, місцевого — 9,9 %. З середини 1930-х років все більше виявлявся курс на мілітаризацію народного господарства, створення ВПК.
Кардинально змінилося співвідношення між промисловістю і сільським господарством в структурі економіки Української РСР.
Різко скоротилися всі види приватної власності. Ліквідовувалися іноземні концесії.
- 1940 року рівень промислового виробництва збільшився всемеро порівняно з 1913 роком;
- за обсягами виробництва важкої промисловості Українська РСР обігнала низку розвинених європейських країн: друге місце в Європі з випуску машин (після Великої Британії) і друге місце з виплавки чавуну (після Німеччини);
- Українська РСР з аграрної країни перетворилася на індустріально-аграрну. Було ліквідовано безробіття, з'явилися тисячі нових робочих місць.